# دائرة المعارف الحسينية
دائرة المعارف الحسينية هي موسوعة ضخمة من تأليف رجل الدين الشيعي محمد صادق الكرباسي، تعد أكبر موسوعة في التأريخ إذ أوصل المؤلف مجلداتها إلى تسعمائة مجلدٍ ولا زال مستمراً في كتابتها، وقد طُبع منها 94 مجلداً فقط، فيما يُحتفظ ببقية المجلدات مخطوطة. وقد خصَّ هذه الموسوعة بكل ما يرتبط بثالث أئمة الشيعة الحسين بن علي بن أبي طالب من كل الجوانب.

## المؤلف
محمد صادق بن محمد الكرباسي يعود بنسبه الكرباسي إلى الصحابي والحواري مالك بن الحارث النخعي. ولد في 20 أكتوبر 1947 الموافق 1366 هـ في مدينة كربلاء. بدأ دراسته فيها حتى أنهى مرحلة الابتدائية والثانوية، ثم درس في الحوزات العلمية في النجف وقم ونال شهادة الاجتهاد والرواية من علماء العراق وإيران. ثم نال شهادة الدكتوراه في الأبداع من دمشق وباريس وشهادة الدكتوراه في قانون (الشريعة) من جامعة روجفيل من الولايات المتحدة بالإضافة إلى شهادة الدكتوراه من الجامعة ذاتها في العلوم، كما منحته جامعة الحضارة الإسلامية المفتوحة دكتوراه الإبداع.
غادر إيران عام 1973 واستوطن لبنان وسورية، ومارس هناك بعض النشاطات الثقافية والاجتماعية. ثم سكن بريطانيا في عام 1986.
باشر وشارك في تأسيس أكثر من أربعين مؤسسة اجتماعية وثقافية وعلمية في مختلف الأقطار كالحوزة العلمية بدمشق ومؤسسة الوفاء في بيروت والمركز الحسيني للدراسات في لندن.
له مؤلفات كثيرة يتجاوز المئة كتاب، في المجالات التفسير والفقه والاصول والأدب والشعر وعلوم القرآن وغيرها. وأشهر ما كتبه هو «دائرة المعارف الحسينية»، وهي أكبر موسوعة في التأريخ. كما له التفسير المسترسل والوسيط والموضوعي، وله سلسلة الشريعة وسلسلة الإسلام في العالم. كما له دواوين شعر فضلا عن سائر مؤلفاته كبحور العروض وهندسة العروض والاوزان.

## عن الكتاب

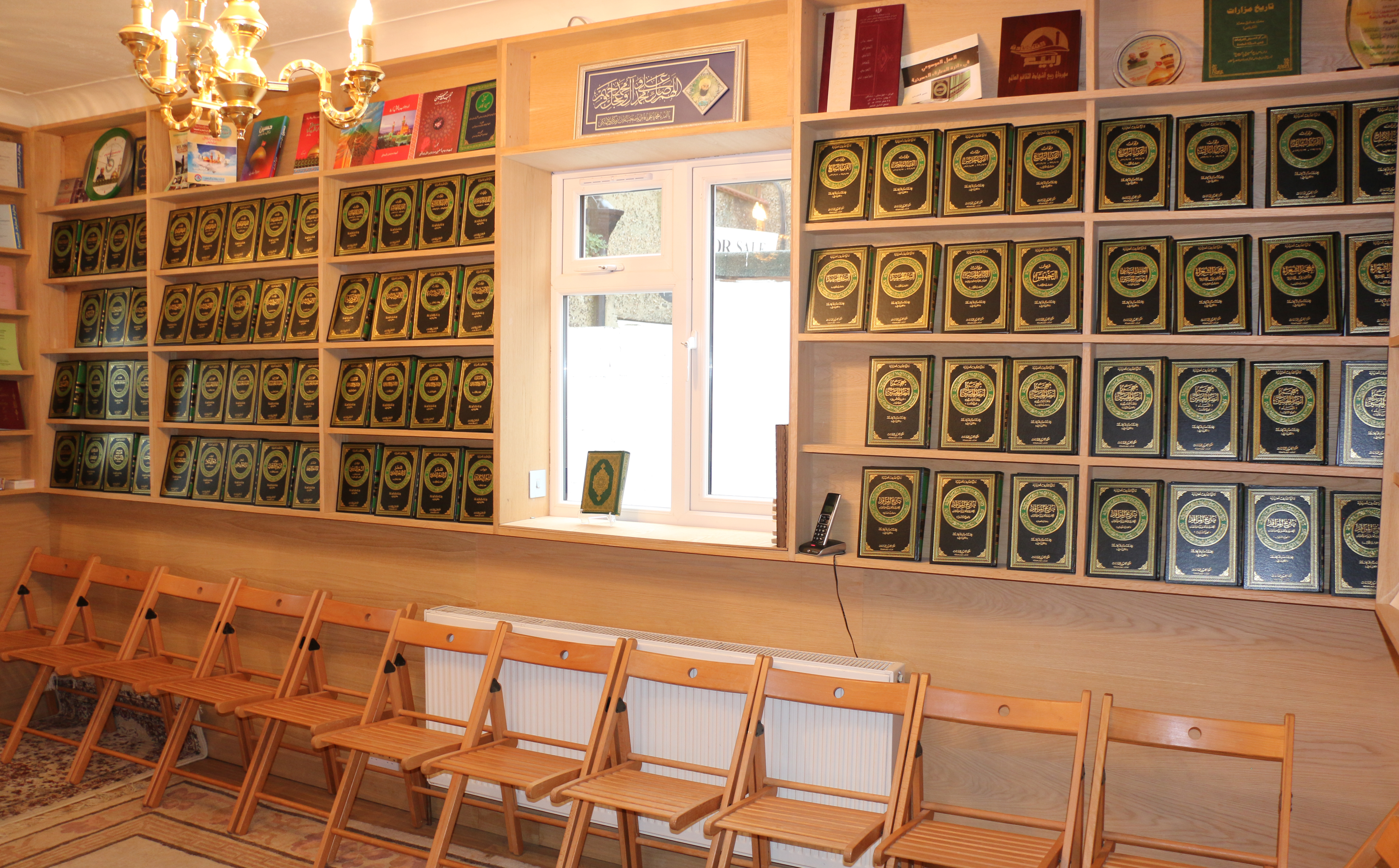
عرض دائرة المعارف الحسينية في مكتبة المركز الحسيني للدراسات.

نشأت فكرة تأليف هذه الموسوعة عند مؤلفها عام 1980م، لكن الانبثاقة الأساس كانت عشية الحادي عشر من محرم عام 1987م.
حصل المؤلف فی تأليفه على مساعدة من بعض الباحثين والشعراء والأدباء والصحفيين.
تعدت مجلدات هذه الموسوعة حاجز التسعمائة مجلد، صدر منها حتى الآن أكثر من مائة مجلد عن المركز الحسيني للدراسات، وكل مجلد في نحو 525 صفحة.
اشتملت هذه الموسوعة على كل ما يتعلق بالإمام الحسين ونهضته وسيرته وأنصاره، حيث يدرس المؤلف كل ذلك من جميع الجوانب التاريخية والعمية والأدبية والتراثية والسياسية وغيرها.
ومن المواضيع التي تناولتها الموسوعة هي: الحسين الكريم في القرآن العظيم، السيرة الحسينية، الحسين والتشريع الإسلامي، الرؤيا مشاهد وتأويل، معجم أنصار الحسين، معجم أنصار الحسين الهاشميون، العامل السياسي لنهضة الحسين، الحسين نسله ونسبه، تاريخ المراقد، مختارات من أشعار القرن الأول إلى الخامس عشر، الشعر العربي والفارسي، والأردي والتركي والإنجليزي.
صدرت الموسوعة باللغة العربية وتم ترجمة بعض أجزاءها إلى اللغات الإنجليزية، والفارسية، والأردية.

## وصلات خارجية
- «دائرة المعارف الحسينية» التقت إعلاميين ومؤرخين كويتيين
- دائرة المعارف الحسينية: موسوعة نهضوية ديدن مؤلفها التوثيق المعرفي
- موقع دائرة المعارف الحسينيه